# Neuf-Église
Neuf-Église település Franciaországban, Puy-de-Dôme megyében. Lakosainak száma 320 fő (2022. január 1.). Neuf-Église Ayat-sur-Sioule, Menat, Sainte-Christine, Teilhet és Youx községekkel határos.

## Népesség
A település népességének változása:
| Lakosok száma | 306  | 298  | 302  | 291  | 294  | 296  | 297  | 309  | 320  |
|               | 2013 | 2015 | 2016 | 2017 | 2018 | 2019 | 2020 | 2021 | 2022 |